# Cunter
Pour les articles homonymes, voir Kunter.
Cunter (ou Conters) est une localité et une ancienne commune suisse du canton des Grisons, située dans la région d'Albula.

## Histoire
Le 1er janvier 2016, la commune a fusionné avec ses voisines de Bivio, Marmorera, Mulegns, Riom-Parsonz, Salouf, Savognin, Sur et Tinizong-Rona pour former la nouvelle entité de Surses.

Vue aérienne par Walter Mittelholzer (1928).

## Monuments et curiosités
L'église paroissiale Saint-Charles-Boromée est un bâtiment de style baroque à une nef datant de 1677 avec un chœur polygonal moins large et deux chapelles latérales. Côté sud sont aménagées deux fenêtres superposées.